# Utvecklingen av Red Dead Redemption
Utvecklingen av Red Dead Redemption började år 2005. Rockstar Games lanserade Red Dead Redemption den 21 maj 2010 till Playstation 3 och Xbox 360. En av deras spelstudior, Rockstar San Diego, övervakade arbetet och fick stöd från andra Rockstar-studior runt om i världen. Utvecklingsteamet ville att spelet skulle vara en andlig uppföljare till Red Dead Revolver. Red Dead Redemption försenades flera gånger under den fyraåriga utvecklingstiden, ofta på grund av tekniska problem. Arbetstiden och ledarstilen i studion under utvecklingen medförde offentliga klagomål från studions anställda. Red Dead Redemption tillkännagavs officiellt under 2009.
Rockstar förbättrade sin egen spelmotor Rockstar Advanced Game Engine (RAGE) för att utöka dess animations- och draw distance-kapacitet (det maximala avståndet mellan föremål i en 3D-modell). Spelet använder mjukvarorna Euphoria och Bullet för animering och miljörendering. Utvecklarna inspirerades att skapa spelet efter att ha insett den potentiella kraften i både Playstation 3 och Xbox 360, efter att ha uttömt användningen av äldre hårdvaror från tidigare projekt. Utvecklingsteamet genomförde en omfattande forskning. Man besökte historiska amerikanska landmärken och analyserade klassiska western-filmer för att kunna uppnå realism under skapandet av spelet. Spelets öppna värld, som äger rum i de fiktiva orterna New Austin, Nuevo Paraíso och West Elizabeth, utgör ikoniska särdrag hos vilda västern-tiden, som spelet utspelar sig i.
I Red Dead Redemption styr spelaren i huvudsak den tidigare fredlöse John Marston som har i uppdrag att ställa sitt tidigare gäng inför rättvisan. Teamet använde motion capture för att registrera figurernas rörelser och anlitade professionella skådespelare för att ge röst åt rollerna. Det tog 15 månader att producera Red Dead Redemptions musik för två musikproducenter, duon komponerade över fjorton timmars musik, som spelas upp under spelets uppdrag.

## Utveckling
Förarbetet till Red Dead Redemption inleddes år 2005, och spelutvecklingen påbörjades under 2006 efter bildandet av utvecklingens kärngrupp. Rockstar San Diego adjungerade ett antal andra spelstudior som ägs av moderbolaget Rockstar Games för att underlätta utvecklingen mellan ett team på över 800 anställda. Medieanalytiker uppskattade att budgeten för spelets utveckling var mellan 80 miljoner och 100 miljoner amerikanska dollar, vilket gör Red Dead Redemption till ett av de dyraste tv-spelen som någonsin gjorts.

### Berättelse och design

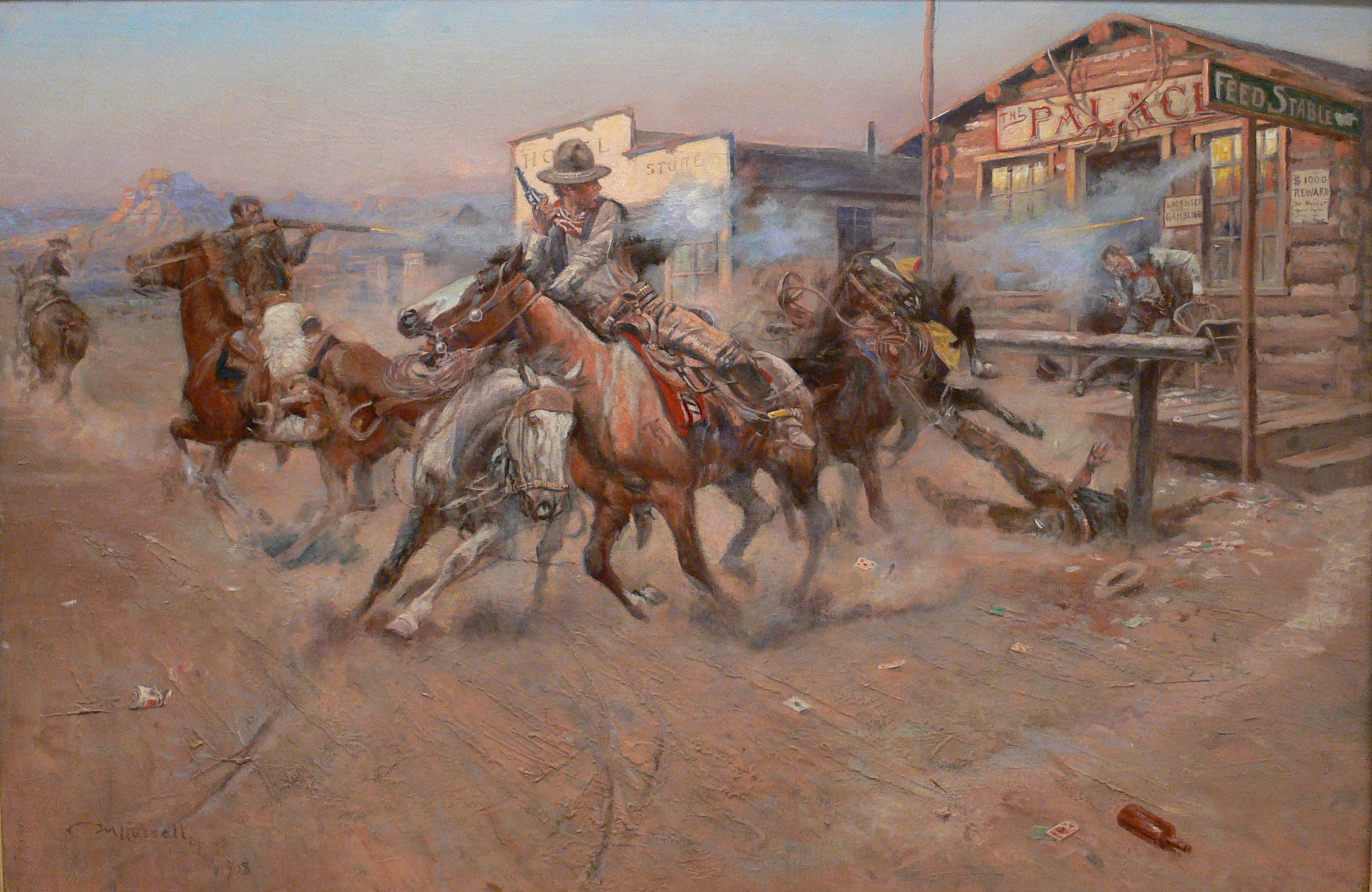
Charles Marion Russells avbildning av en eldstrid; en vanlig företeelse i vilda västern. Eldstrider spelar en stor roll i spelets berättelse och gameplay.

Red Dead Redemption utspelar sig främst under år 1911. Teamet valde denna tidsperiod eftersom de tyckte att det var spännande att utforska förvandlingen från "den vilda västern" till den moderna världen. Med inspiration från filmer som Det vilda gänget (1969), Mannen med oxpiskan (1973), De skoningslösa (1992) och The Proposition (2005) ansåg teamet att de flesta Western-filmer utspelar sig mellan 1840 och 1880. Speldesignern och författaren Christian Cantamessa förklarade att det "övergripande temat är "Death of the West" i stället för det mer konventionella "Myth of the West" som ofta ses i de klassiska John Wayne-filmerna". Teamet ansåg att "en klassisk 'vi erövrar vildmarken'-berättelse" inte var intressant i sig, men deras intresse utlöste sig när man lade till världens förvandling under spelets tidsperiod. De politiska anspelningarna genom hela berättelsen är tänkta att representera de mörkare undertonerna kring den amerikanska drömmens grundpelare. Spelet uppvisar de egenskaper som avser tendensen från en "våldsam frihet" till en situation med "offentlig statlig kontroll", som berättas genom en berättelse om oskuld och frihet. Vice President for Creativity Dan Houser gjorde paralleller med denna representation och det moderna USA:s situation. Houser uttryckte också svårigheten att balansera spelets berättelse genom att undvika att det ska kännas "camp"-aktigt och "pompöst". Han förklarade att balanseringen av båda känslorna och samtidigt bibehålla realismen var där svårigheterna började. Houser kände att spelets berättelse inte helt representerade de rasmotsättningar som vanligen förknippas med spelets era. Han förklarade att detta var ett val som gjorts av utvecklarna på grund av attitydernas obehagligheter. Han förklarade att "[D]et språk som människorna använder för att beskriva andra raser är vansinnigt kränkande för moderna öron och det antyder vi, men vi gör kanske inte det med samma livfullhet som människor använder i vissa delar av vår forskning". Teamet fokuserade mer på en kombination av gamla och moderna Amerika, och den förändring som upplevdes under denna period. När det gäller det våld som avbildas i spelet talade Houser om teamets behov av att det skulle kännas "lite rått och obehagligt"; de försökte uppnå realism utan överdrift. Teamet hoppades att spelarna skulle få en "känslomässig respons" från spelet, och få dem att känna sig försjunkna i spelvärlden och tidsperioden.
Vid utformningen av platser i spelet försökte teamet att representera vilda västerns ikoniska särdrag; New Austin har små städer och utposter, Nuevo Paraíso inkluderar rebellutposter och mexikanska arméfort och Port Elizabeth representerar de befolkade områdena i världen. Dessa tre orter utgör ett utvecklingsland, en provins på randen till krig respektive en avancerad nation. Vilda västern utforskades noggrant för spelet. Teamet organiserade studiebesök till Washington, D.C., besökte USA:s kongressbibliotek, tog en mängd fotografier och analyserade olika klassiska Western-filmer. En utmaning som teamet stod inför som ett resultat av spelvärldens storlek var att inkludera tillräckligt mycket innehåll för att hålla spelarna sysselsatta. Genom att använda denna utmaning som en styrka och en stor del av designprocessen, försökte teamet att göra landsbygden förvildad med en mängd potentiella händelser som inträffar när spelaren passerar dessa. De trodde först att det var möjligt att använda formeln för Grand Theft Auto IV (2008) — med en stor variation av uppdragsstilar med olika aktiviteter och mål — i Red Dead Redemption; medan spelutvecklingen fortgick insåg de att spelvärldens tomhet resulterade i oförmåga att använda denna formel.

### Spelfigurer
Red Dead Redemption krävde en mängd röstarbete för att kännas levande. Teamet ansåg att andelen röstarbete som krävdes för Redemption hade tidigare uppnåtts i Grand Theft Auto IV, med tidigare erfarenhet av sådana mängder som går tillbaka till Grand Theft Auto: San Andreas (2004) och Bully (2006). För att tillsätta rollerna höll teamet provspelningar; innan skådespelarna skrev under för projektet var det, i sekretess-syfte, bara känt som ett "namnlöst TV-spelsprojekt". I spelet spelar Rob Wiethoff som John Marston, Jim Bently som Edgar Ross, Steve J. Palmer som Bill Williamson, Benjamin Byron Davis som Dutch van der Linde, Kimberly Irion som Bonnie MacFarlane och Josh Blaylock som Jack Marston. Rockstar visade omsorg om spelets röstarbete; man anställde regissörer på heltid för att säkerställa framgångsrika dialoger. Skådespelarnas framträdanden spelades oftast in med motion capture-teknik, med ytterligare dialoger och ljudeffekter som spelades in i en studio. I Red Dead Redemption ville teamet skapa en berättelse som blandas med spelets mekanik för att skapa en rolig och fundamental upplevelse. Houser förklarade att "berättelserna är där för att tjäna spelet".
Huvudkaraktären John Marston utvecklades för att vara en "familjefar". Teamet utvecklade honom som en nyanserad rollfigur, till skillnad från en enkel hjälte eller skurk, för att ge en intresseväckande upplevelse. Wiethoff ansåg att Marston var mycket bestämd om sina mål. "Han var en redlig man", anmärkte Wiethoff. Tekniskt ansvarig Ted Carson tyckte att Marston blev intressant på grund av kombinationen av cynism och realism. Wiethoff kände att Marston var medveten om att hans tidigare handlingar var "fel", vilket resulterar i ett försök att överge sitt tidigare liv. Han konstaterade att Marstons tidigare beslut i livet var ett direkt resultat av hans acceptansbehov. ”Jag vet inte om han visste att det han gjorde var fel eller inte", sade Wiethoff.
Palmer ansåg att rollerna Marston och Williamson representerade syskon i deras tidigare gäng, medan Dutch var mer av en föräldrafigur. Han konstaterade att Williamson är avundsjuk på Marston, trots att Marston är hans "moraliska ankare". Palmer kände också att efter att Marston lämnade gänget började Williamson att okontrollerat ”drabbas av panik”. Palmer sade att "medan John växte upp till att bli en man som segrade genom att uppnå, stötte Bill på en man som uppnådde endast genom att segra". Rollen Edgar Ross var delvis inspirerad av advokaten och politiska aktivisten Charles Joseph Bonaparte, medan den mexikanska revolutionen i spelet var delvis baserad på Plan de San Diego. Under utvecklingen av de övriga rollerna blev teamet inspirerat av 1900-talets olika historiska figurer, bland annat Frank James, Pearl Hart och Tom Horn. När det gäller de slumpmässiga icke-spelbara figurernas (NPC) dialoger kände Houser att Redemption fanns mellan Bully, där NPC-karaktärerna kommer ihåg huvudpersonen, och Grand Theft Auto, där NPC-karaktärerna är omedvetna om huvudpersonens identitet. Houser sade att "[d]et finns landsbygdsmiljöer och människor är till viss del uttråkade, så de letar efter sak[er] att prata om. Så dina handlingar blir omtalade och folk blir mer och mer medvetna om dig."

### Teknisk utveckling
Liksom i andra spelprojekt sedan Rockstar Games presents Table Tennis (2006) använder spelet den egenutvecklade spelmotorn RAGE för att utföra animations- och renderingsuppgifter, samt motorerna Euphoria och Bullet för andra animations- och miljörenderingsuppgifter. Carson sade att Euphoria ger "ett fysiskt baserat karaktärsuppförande system" som är "tätt integrerat i RAGE:s egenutvecklade fysikmotor". Även om omfattningen av den öppna spelvärlden i början var en stor utmaning ur en teknisk synvinkel använde teamet det till sin fördel. När man justerade RAGE:s potentiella processorkraft tilläts spelet skapa en hög detaljnivå, inklusive realistiska animationer och detaljerade texturer.
Den teknik som blev tillgänglig för Rockstar inspirerade dem att påbörja utvecklingen. Den potentiella kraften i spelkonsolerna Playstation 3 och Xbox 360, som upplevdes genom deras Software Development Kits, motiverade teamet att skapa ett spel som skulle kunna rendera hela landsbygden, vilket var svårt att uppnå på tidigare hårdvaror. Houser kände att den primitiva tekniken förhindrade spelutvecklare från att skapa ett spel som gjorde "riktig rättvisa" till vilda västern. Som ett exempel hänvisade han till animeringen av ett lasso. Han säger att "[D]et verkar enkelt, men först nu har vi fått kraften att göra en sådan sak". Houser kände att tidigare Western-spel representerade en särskild aspekt av perioden, medan Redemption försöker representera alla aspekter. Vid utarbetandet av föremål och ytor för spelets värld utnyttjade teamet en mängd olika texturer och ljuseffekter. De hade också problem med att skapa en realistisk återgivning av naturen; "[datorer] målar inga kurvor, men naturen handlar om kurvor", förklarade Houser.
Spelet var tänkt att förbättra spelet Red Dead Revolvers (2004) kärnmekaniker, till vilken Redemption är en andlig uppföljare, genom att skala upp det till samma standard som övriga Rockstar-spel. Det grundläggande målet för spelet var att bibehålla skjutmekaniken och expandera på andra spelfunktioner. Precis som i Revolver var spelets vapen inspirerade av verkliga vapen. Carson förklarade att teamet försökte uppnå realism med varje funktion i spelet, inklusive med hästar, lasson, djurens ekosystem och den öppna spelvärlden. För att säkerställa att häströrelserna var så realistiska som möjligt satte teamet på en motion capture-dräkt till en stunthäst för att registrera alla dess rörelser. Detta skapade olika problem; en gest som användes av stuntryttaren för att kommunicera med produktionsteamet, medan denne satt på hästen, var också samma kommando som gjorde så att hästen stegrade seg. För att dessutom skapa hästens skelett och muskelsystem presenterades ytterligare ett problem, och som tog flera år att betvinga. Under de tidiga utvecklingsstadierna fick Rockstar besluta vilka element från Red Dead Revolver som kunde överföras. Förutom funktionen Dead Eye och spelplatsen kvarstod ytterst få andra funktioner. Medan Revolver representerade många myter och ikoniska bilder av Vilda västern försökte teamet att i Redemption representera verkligheten av tidsperioden. Tonen i Redemption syftade till att vara en kombination av den primitiva vilda västern och början av 1900-talet i Amerika; med det senare utvecklades Amerika till ett modernt och samtida samhälle, vilket teamet försökte skildra. Dessutom, medan de kände att Revolver begränsades av dess nivåbaserade struktur, såg teamet potential i att skapa ett spel som liknar Rockstars Grand Theft Auto-spelserie i fråga om kvalitet, omfattning och detaljrikedom.

### Ljudproduktion
Från början av utvecklingen ville ljudutvecklingsteamet uppnå äkthet i spelets ljud. Efter att konstavdelningen skickade teckningar till ljudavdelningen blev den senare inspirerade att uppnå realism, och letade efter samtliga ljudeffekter som skulle användas i spelet. Under hela utvecklingen presenterade ofta ljudredigerarna nya idéer, som sedan enkelt skulle uppnås av ljudprogrammerarna. I spelvärldens tre huvudområden finns det unika stämningar; dessa är uppdelade i mindre ljud, som t.ex. insekter och djur, som vidare förfinas för att spegla det rådande vädret och tiden. Ljudavdelningen fick specifika instruktioner för tonen i spelets platser; Thieves' Landing, som exempel, skulle kännas "läskigt" och "stötande". Ljudet av spelets vapen utvecklades också på ett omsorgsfullt vis; för att kännas så realistiskt som möjligt har varje vapen en mängd liknande skjutljud. Utvecklingen av spelets tramp inleddes med en veckolång session, där två tramp-artister från Los Angeles skickades för att spela in tusentals ljudeffekter till Red Dead Redemptions spelplats. Ljudavdelningen tillbringade också tid på specifika spelelement. Dead Eye-funktionen var tänkt att låta "organiskt" i motsats till "sci-fi eller elektroniskt", medan djur — en funktion som teamet ansåg vara utmanande — var att fördjupa spelarna i upplevelsen. För den slutliga ljudmixen arbetade ljudregissören Jeffrey Whitcher och huvudljuddesignern Matthew Smith tillsammans för att balansera och blanda soundtrackets tre viktigaste aspekter: dialog, ljudeffekter och musik. Smith kodade systemen för att blanda de tre aspekterna så att mixen därmed blev "dynamisk".